# آدولفو شولم کروز
آدولفو شولم کروز (اسپانیایی: Adolfo Schwelm Cruz‎) (زادهٔ ۲۸ ژوئن ۱۹۲۳، درگذشتهٔ ۱۰ فوریهٔ ۲۰۱۲) رانندهٔ مسابقات اتومبیل‌رانی فرمول یک اهل آرژانتین بود که در فصل ۱۹۵۳ در مجموع در یک گراند پری شرکت کرد، اما موفق به کسب هیچ امتیازی نشد. او در سال‌های بعدی نیز در چندین مسابقه شرکت کرد، اما موفقیت چشمگیری نداشت.

او در طول دوران حرفه‌ای خود، در ۱۰ مسابقه شرکت کرد و امتیازی کسب نکرد. او در سال ۱۹۵۵ با تیم «مازراتی» شرکت کرد، اما به دلیل مشکلات فنی خودرو از مسابقه خارج شد. پس از بازنشستگی از مسابقات اتومبیل‌رانی، در کارهای خیریه فعالیت کرد و در سال ۲۰۱۲ درگذشت.